# T'Pol

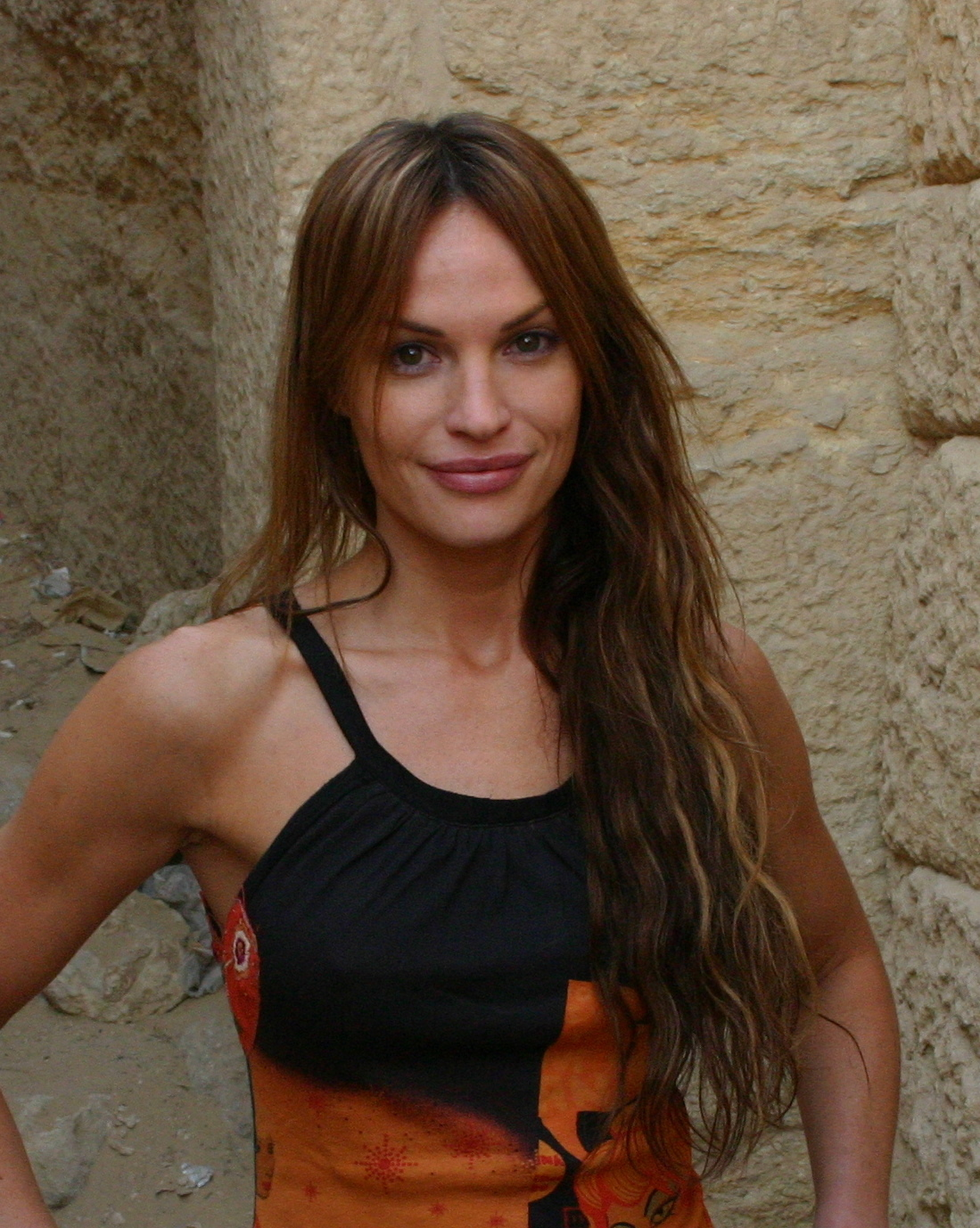
T'Pol werd gespeeld door Jolene Blalock.

T'Pol is een fictief Vulcanpersonage uit de sciencefictionserie Star Trek: Enterprise. De rol wordt gespeeld door de actrice Jolene Blalock.

## Voorgeschiedenis
Oorspronkelijk wilden de makers van de serie een jongere versie van het personage T'Pau gebruiken. Dit personage was afkomstig uit een aflevering van de oorspronkelijke Star Trek-serie. Omdat de schrijver van die aflevering de rechten bezat op het personage, vreesden de makers voor mogelijke juridische consequenties. Ze besloten daarom om T'Pau niet in te zetten voor de Star Trek: Enterprise. Daarnaast vond men de naam T'Pol ook eenvoudiger uit te spreken. Er is nog wel het idee geopperd om van T'Pol en T'Pau zusters te maken, maar dat plan heeft men uiteindelijk ook laten varen.
Actrice Blalock toonde in eerste instantie geen interesse in de rol. Ze was een fan van de oorspronkelijke serie, maar had niets met de latere series uit de franchise. Na het lezen van het scenario van de pilot-aflevering besloot ze alsnog de rol te accepteren. Volgens Blalock was de rol uiteindelijk lastig om te spelen: van nature is ze zelf expressief, terwijl T'Pol juist geen enkele emotie toont.

## Biografie
T'Pol werd geboren in het jaar 2088. Ze heeft gewerkt als geheim agent voor Vulcan. Na deze carrière werd ze wetenschapper en diende ze als wetenschapsofficier op het Vulcan-schip Seleya.
In 2151 ging het eerste sterrenschip van de mensen met warp 5 de ruimte in. De naam van dit schip was Enterprise NX-01. Omdat de Vulcans weinig vertrouwen in de mensheid hadden en daarom toezicht wilden houden, werd T'Pol - die op dat moment op de ambassade van Vulcan op de Aarde werkte - door ambassadeur Soval voor deze missie aangewezen. Eigenlijk was ze van plan geweest om terug te keren naar Vulcan en te gaan werken voor de wetenschappelijke academie.
Aan het begin van de missie van Enterprise NX-01 trok ze iedere beslissing die kapitein Jonathan Archer maakte in twijfel. Als ze de leiding over het schip krijgt omdat kapitein Archer gewond is geraakt, denkt iedereen dan ook dat ze het schip terug laat keren naar de Aarde. Dit doet ze echter niet uit respect voor hem.
Later koos ze bewust voor een functie op de Enterprise NX-01 als wetenschapsofficier, hoewel de Vulcans haar met een betere baan probeerden te verleiden. Ook in eerdere situaties heeft ze al voor Enterprise gekozen. Haar huwelijk dat al sinds haar jeugd was geregeld heeft ze eveneens afgeketst. Haar definitieve besluit nam ze toen de Aarde werd aangevallen door de Xindi en de Enterprise NX-01 werd aangewezen om op een missie gaan om definitieve vernietiging van de aarde te voorkomen. Ambassadeur Soval was tegen deze missie en beval T'Pol om niet mee te gaan. T'Pol nam echter ontslag om toch te kunnen dienen op de Enterprise.
Nadat de Verenigde Federatie van Planeten was opgericht, werd T'Pol benoemd tot kapitein van de Endeavor, het vlaggenschip van admiraal Archer. Op het eind van haar carrière werd T'Pol diplomaat voor de Federatie.

## Karakter
In het begin van de serie gedraagt T'Pol zich afstandelijk en toont ze geen respect voor de menselijke bemanningsleden. De verhouding tussen T'Pol en de bemanning is dan ook erg stroef. Maar geleidelijk aan leert ze beter met mensen om te gaan en bouwt ze zelfs vriendschappen op. Haar gewijzigde houding ten opzichte van mensen uit zich duidelijk aan het eind van het tweede seizoen als de leiding van Vulcan haar beveelt naar huis te gaan, maar ze dat weigert.
Kapitein Archer staat vijandig tegenover Vulcans. Bovendien lijkt hij moeite te hebben met vrouwen in leidinggevende posities. Toch weet T'Pol een vriendschap met hem op te bouwen. Met Trip krijgt ze een knipperlichtrelatie. Ook sluit ze vriendschap met de Denobulaan Dr. Phlox.
T'Pol is gefascineerd door jazz. Deze voor haar chaotische muziekstijl weet haar emotioneel te raken.
Geweldloosheid is een belangrijk kenmerk van haar karakter. Als kind ving ze een dier dat een plant van haar vader had kapot gemaakt. Het was haar bedoeling om het dier weer vrij te laten, maar ze had onvoldoende voedsel in de kooi achtergelaten waardoor het dier overleed. Dit gaf haar de overtuiging dat ze nooit een ander levend wezen iets moest aandoen. Toch kwam ze tijdens haar werk in aanraking met geweld en heeft ze als geheim agent een tegenstander vermoord omdat ze dacht dat hij haar zou neerschieten. Achteraf was ze er echter niet zeker van dat hij echt een bedreiging voor haar was; dit bezorgde T'Pol ernstige schuldgevoelens.

## Ontvangst
T'Pol werd door verschillende media op basis van uiteenlopende criteria opgenomen in lijsten van beste personages in de Star Trek-franchise.
| Medium      | Lijst                                                        | Plaats |
| ----------- | ------------------------------------------------------------ | ------ |
| CBR         | beste acteur in de Star Trek-franchise                       | #17    |
| CBR         | krachtigste vrouwelijke personage in het Star Trek-universum | #4     |
| Screen Rant | aantrekkelijkste personage in het Star Trek-universum        | #8     |
| Wired       | belangrijkste personage van Starfleet                        | #10    |
| The Wrap    | beste hoofdpersonages van de Star Trek-televisieseries       | #28    |